# Eclipsa de Lună din 3 martie 2007

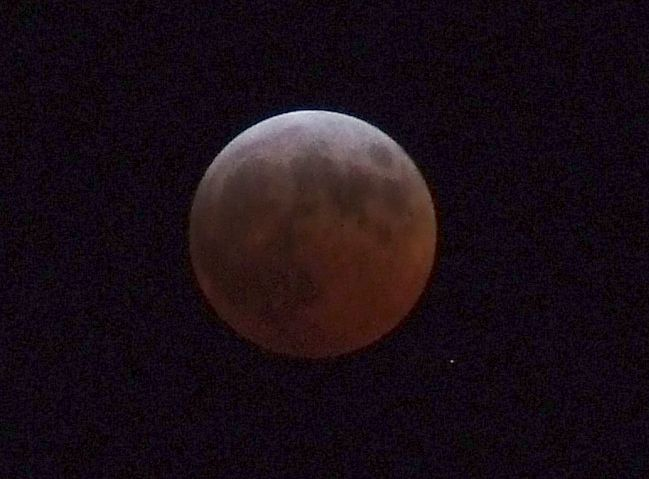
Luna văzută la 22:53 UTC din Augsburg, în Germania.

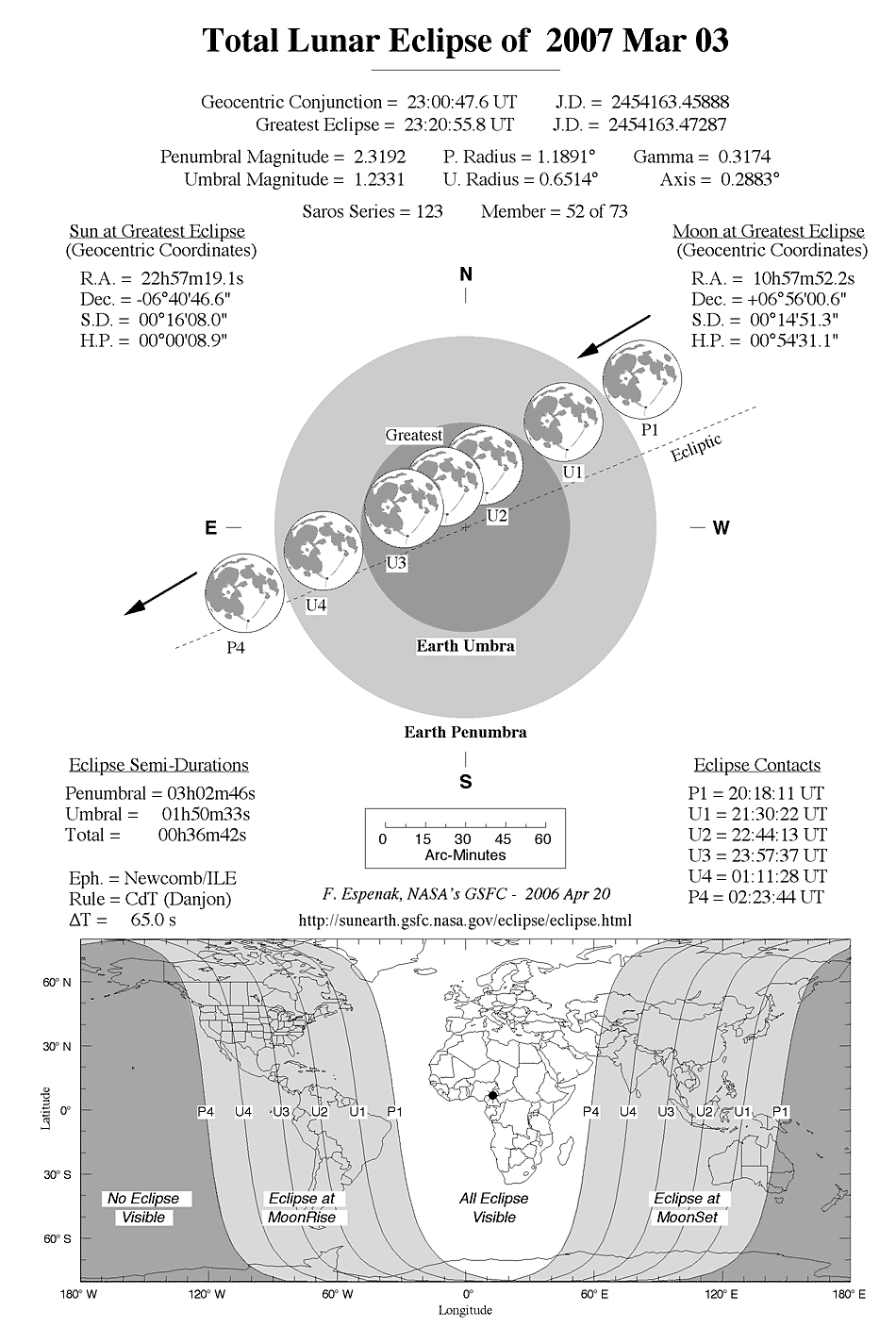
Harta eclipsei

Eclipsa de Lună din 3 martie 2007 a fost o eclipsă de Lună totală.
Această eclipsă a debutat la 20:18 UTC la 3 martie 2007, iar Luna a fost total eclipsată de umbra Pământului între 22:44 și 23:58 UTC.
De la eclipsă au trecut 18 ani, 2 zile.

## Caracteristici

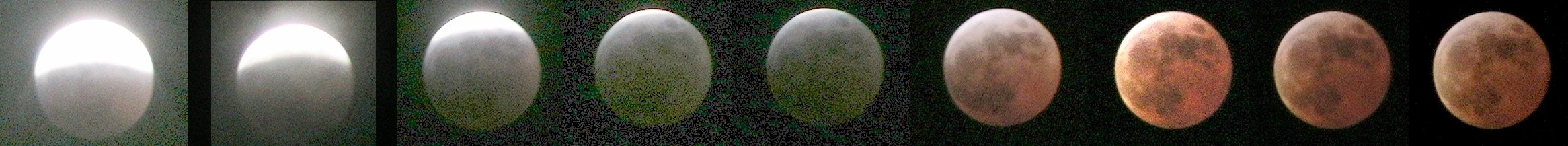
Faze succesive de umbrire a Lunii, la 3 martie 2007

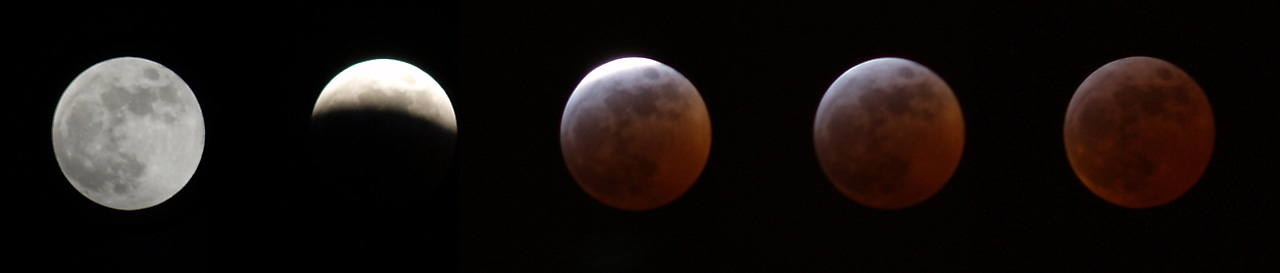
Eclipsa văzută din Madrid (Spania)

## Vizibilitate
Eclipsa a făst văzută în totalitate în Africa, în Europa și în Orientul Mijlociu. A fost vizibilă la apusul Lunii în Asia și în Vestul Australiei, și la răsăritul Lunii în America.